# Gúrievsk (Kémerovo)
Gúrievsk (en ruso: Гурьевск) es una ciudad rusa que se encuentra a unos 195 kilómetros al sudeste de Kémerovo, en el óblast del mismo nombre. 
Es una de las ciudades más antiguas del Kuzbás. Está situada en la parte occidental de la región de Kémerovo, en la pendiente noreste de la cresta de Salaír. El terreno es montañoso y tiene clima continental. Los recursos naturales son: oro, zinc, plomo, barita, bauxita, caliza, ocre, los bosques y otras fuentes de agua: por la región fluyen los ríos Pequeño Bachat, Pequeño Tolmovaya y Pequeño Salaírchik, con sus respectivos afluentes.
Aunque el asentamiento data de 1815, cuando se creó para exportar el mineral de plata junto al río Bachat, Gúrievsk tiene estatus de ciudad desde 1938. 
La población recibió su nombre en honor de Dmitri Gúriev, director del Gabinete Imperial (Oficina de la Real Hacienda y de la Propiedad) durante el reinado de Alejandro I. La planta de fundición funcionó hasta 1908. Tras la guerra civil volvió a funcionar.
La producción de aceros, laminados y otros productos metálicos forman parte de los pilares de la economía de la zona.

## Demografía
| 1879 | 1897 | 1917 | 1920 | 1923 | 1926 | 1931 | 1934 | 1938 | 1950 | 1953 | 1959 | 1967 | 1970 | 1979 |
| ---- | ---- | ---- | ---- | ---- | ---- | ---- | ---- | ---- | ---- | ---- | ---- | ---- | ---- | ---- |
| 1,6  | 2,5  | 3    | 3,1  | 3,6  | 4,2  | 9,4  | 21,5 | 25,1 | 30,1 | 31,3 | 30,4 | 31   | 27,2 | 25,6 |
| 1989 | 1990 | 1992 | 1996 | 1998 | 2000 | 2001 | 2003 | 2005 | 2006 | 2007 | 2008 | 2009 | 2010 |      |
| 28,2 | 26,6 | 28,6 | 28,9 | 28,8 | 28,7 | 28,7 | 27,4 | 26,6 | 26,2 | 25,9 | 25,8 | 25,4 | 25,4 |      |

## Cultura
- Museo de la ciudad de Gúrievsk

El museo fue fundado en 1959. Desde 1973 se encuentra en lo que fue un almacén, construida en 1909 (dos plantas). 
En la primera planta, exposición "La naturaleza de nuestra región". Secciones: "Arqueología" (materiales de las excavaciones de la zona, VIII - siglo XII), "Paleontología", "Etnografía" y "Mineralogía". 
En la segunda planta, exposición "Historia de la Región". Secciones: "El desarrollo de la industria minera", "Guerra civil", "Gran Guerra Patriótica" y "Numismática Rusa".

## Climatología
| Parámetros climáticos promedio de Gúrievsk | Parámetros climáticos promedio de Gúrievsk | Parámetros climáticos promedio de Gúrievsk | Parámetros climáticos promedio de Gúrievsk | Parámetros climáticos promedio de Gúrievsk | Parámetros climáticos promedio de Gúrievsk | Parámetros climáticos promedio de Gúrievsk | Parámetros climáticos promedio de Gúrievsk | Parámetros climáticos promedio de Gúrievsk | Parámetros climáticos promedio de Gúrievsk | Parámetros climáticos promedio de Gúrievsk | Parámetros climáticos promedio de Gúrievsk | Parámetros climáticos promedio de Gúrievsk | Parámetros climáticos promedio de Gúrievsk |
| Mes                                        | Ene.                                       | Feb.                                       | Mar.                                       | Abr.                                       | May.                                       | Jun.                                       | Jul.                                       | Ago.                                       | Sep.                                       | Oct.                                       | Nov.                                       | Dic.                                       | Anual                                      |
| ------------------------------------------ | ------------------------------------------ | ------------------------------------------ | ------------------------------------------ | ------------------------------------------ | ------------------------------------------ | ------------------------------------------ | ------------------------------------------ | ------------------------------------------ | ------------------------------------------ | ------------------------------------------ | ------------------------------------------ | ------------------------------------------ | ------------------------------------------ |
| Temp. máx. media (°C)                      | -11.5                                      | -9                                         | -2.3                                       | 5.8                                        | 21                                         | 26.5                                       | 29.8                                       | 26.4                                       | 16.8                                       | 6.6                                        | -4.3                                       | -10.2                                      | 8                                          |
| Temp. media (°C)                           | -15.6                                      | -14.4                                      | -8.7                                       | -0.1                                       | 12.5                                       | 18.0                                       | 21.0                                       | 18.0                                       | 10.3                                       | 2.16                                       | -8.15                                      | -14.1                                      | 1.7                                        |
| Temp. mín. media (°C)                      | -20.1                                      | -19.7                                      | -15.4                                      | -6.2                                       | 4.9                                        | 9.7                                        | 13.2                                       | 11.2                                       | 4.8                                        | -1.6                                       | -12-2                                      | -18.4                                      | -4.3                                       |
| Fuente: Kémerovo-Méteo                     |                                            |                                            |                                            |                                            |                                            |                                            |                                            |                                            |                                            |                                            |                                            |                                            |                                            |

## Enlaces
- Portal de la ciudad de Gúrievsk Archivado el 10 de agosto de 2018 en Wayback Machine. (en ruso)
- Portal del Raión de Gúrievsk (en ruso)
- Гурьевское время e-Magacín "El tiempo de Gúrievsk". Noticias de Gúrievsk y del Raión de Gúrievsk. (en ruso)

- Datos: Q134717
- Multimedia: Guryevsk, Kemerovo Oblast / Q134717